# District de Dongchangfu
Le district de Dongchangfu (东昌府区 ; pinyin : Dōngchāngfǔ Qū) est une subdivision administrative de la province du Shandong en Chine. Il est placé sous la juridiction de la ville-préfecture de Liaocheng.